# Конституція Ефіопії 1995
Конституція Ефіопії — вищий закон Ефіопії, який набув чинності 21 серпня 1995.
Конституція складається зі 106 статей в 11 главах. Вона передбачає створення федерального уряду 9 регіонів, створених за етнічною ознакою, регульованих парламентом, розділеними на Палату народних представників і Палату Федерації.
Конституція прямо передбачає набір основних прав людини; Стаття 13 визначає, що ці права і свободи будуть тлумачитися відповідно до Загальної декларації прав людини, Міжнародного пакту про громадянські та політичні права й у відповідності з іншими міжнародними документами, прийнятими Ефіопією. Документ також гарантує, що всі ефіопські мови будуть користуватися рівним визнанням держави, хоча амхарська мова вказується в якості робочої мови федерального уряду.